# 尹永善
尹永善（韓語：윤영선，1896年12月25日—1988年2月6日）號梧堂（韓語：오당）
他是尹致昊和中国妻子馬愛方之子，尹潽善的从兄。1946年，任高丽制药副社长、1950年內閣農林部长官和1952年无任所长官、1953年高丽制药代表理事·社长等歷。

## 外部連結
- 尹永善[永久] 
- 海平尹氏 网站 （页面存档备份，存于） 